# 胡秀堂
胡秀堂（1955年3月—），山东苍山人。男，汉族。加入中国共产党。中央党校马克思主义发展史专业毕业。中国人民解放军中将。
曾任空军大连指挥所副政委。2003年12月，任空军长春指挥所政委。2006年12月，任沈阳军区空军政治部副主任。2007年6月，任空军装备研究院政委。2009年，任广州军区空军政治部主任。2012年12月，任广州军区副政委兼空军政委。2014年12月，任国防大学副政委。
2008年7月，晋升为空军少将军衔。2014年7月，晋升空军中将。
2008年，当选第十一届全国人民代表大会解放军代表。2013年，当选第十二届全国人民代表大会解放军代表。